# Cynanchum giraldii
Cynanchum giraldii är en oleanderväxtart som beskrevs av Rudolf Schlechter. Cynanchum giraldii ingår i släktet Cynanchum och familjen oleanderväxter. Inga underarter finns listade i Catalogue of Life.